# Arsenura mossi
Arsenura mossi är en fjärilsart som beskrevs av Jordan 1922. Arsenura mossi ingår i släktet Arsenura och familjen påfågelsspinnare. Inga underarter finns listade i Catalogue of Life.